# Cyclopetta difficilis
Cyclopetta difficilis är en kräftdjursart som beskrevs av Georg Ossian Sars 1918. Cyclopetta difficilis ingår i släktet Cyclopetta, och familjen Cyclopinidae. Arten har ej påträffats i Sverige.